# Narcissus nevadensis
Narcissus nevadensis là một loài thực vật có hoa trong họ Amaryllidaceae. Loài này được Pugsley mô tả khoa học đầu tiên năm 1933.